# TLN Network
TLN Network (Televisa Novelas) é um canal de televisão por assinatura pertencente à Televisa Networks, que estreou em 23 de novembro de 2009, e exibe telenovelas mexicanas dubladas e transmitidas por outras emissoras de TV em português brasileiro, 24 horas por dia. O sinal é gerado na sede da Televisa, na Cidade do México e disponibilizado apenas via satélite para Moçambique e Angola por meio de TV por assinatura local, tanto via satélite DTH quanto via cabo.

## História
Estreado em novembro de 2009, com 5 novelas exibidas de segunda a sexta, em capítulos com cerca de 55 minutos, em edição original, e reprisadas à tarde, à noite, à madrugada. Já aos fins de semana eram exibidos seriados como Chaves, Chapolin e aos demais programas do Chespirito.  Anos depois, o canal deixou de exibir seriados nos finais de semana, dando lugar para maratonas das novelas em exibição de sua grade, sendo assim, o TLN passou a exibir novelas 24 horas por dia.
No Brasil, o canal estreou na Oi TV em 9 de agosto de 2010. Devido à Lei Federal 12.485/11, que obriga as operadoras a carregarem um canal estrangeiro a cada 6 brasileiros, o canal saiu da operadora em 10 de fevereiro de 2013, voltando em 2019 pela Guigo TV.
Outro motivo que fortaleceu a saída do canal do país foi o contrato de exclusividade que o SBT assinou com a Televisa. Ou seja, enquanto durar esse contrato, apenas o SBT poderá exibir novelas mexicanas no país.

## Novelas

### A
| Título em português           | Título original                 | Elenco | Exibição original                               | Exibição na TLN | Capítulos na TLN |
| ----------------------------- | ------------------------------- | --- | ----------------------------------------------- | --- | ---------------- |
| A Alma Não Tem Cor            | El alma no tiene color          | Laura Flores, Arturo Peniche, Osvaldo Sabatini, Lorena Rojas, Claudia Islas, Celia Cruz, Ofelia Guilmáin, Rafael Rojas e Erika Buenfil                                                        | 23 de junho — 7 de novembro de 1997             | 11 de outubro de 2010 — 11 de fevereiro de 2011 (12h45) | 90               |
| A Cor da Paixão               | El color de la pasión           | Esmeralda Pimentel, Erick Elías, Claudia Ramírez, Helena Rojo, Eugenia Cauduro, René Strickler, Moisés Arizmendi e Ximena Romo                                                                | 17 de março — 31 de agosto de 2014              | 26 de agosto — 30 de agosto de 2019 (cancelada) (13h45) | 05               |
| A Dona                        | Soy tu dueña                    | Lucero, Fernando Colunga, Gabriela Spanic, Sergio Goyri, Ana Martín, Jacqueline Andere, Eduardo Capetillo e David Zepeda                                                                      | 19 de abril — 7 de novembro de 2010             | 10 de dezembro de 2018 — 28 de junho de 2019 (12h45) | 142              |
| A Feia Mais Bela              | La fea más bella                | Angélica Vale, Jaime Camil, Elizabeth Álvarez, Juan Soler, Angélica María, Patricia Navidad, José José, Sergio Mayer, Julissa e Nora Salinas                                                  | 23 de janeiro de 2006 — 25 de fevereiro de 2007 | Primeira Exibição: 16 de dezembro de 2013 — 6 de fevereiro de 2015 (11h45) Segunda Exibição: 28 de dezembro de 2020 — 18 de fevereiro de 2022 (14h45)                                                 | 300              |
| A Força do Destino            | La fuerza del destino           | David Zepeda, Sandra Echeverría, Gabriel Soto, Laisha Wilkins, Juan Ferrara, Rosa María Bianchi e Ferdinando Valencia                                                                         | 14 de março — 31 de julho de 2011               | 23 de março de 2020 — 14 de agosto de 2020 (11h45) | 102              |
| A Madrasta                    | La madrastra                    | Victoria Ruffo, César Évora, Eduardo Capetillo, Jacqueline Andere, Cecilia Gabriela, Martha Julia, Guillermo García Cantú, René Casados, Sabine Moussier e Margarita Isabel                   | 7 de fevereiro — 29 de julho de 2005            | Primeira exibição: 4 de junho — 16 de novembro de 2012 (14h45) Segunda exibição: 27 de fevereiro — 11 de agosto de 2017 (13h45)                                                                       | 120              |
| A Mentira                     | La mentira                      | Kate del Castillo, Guy Ecker, Karla Álvarez, Salvador Pineda, Rosa María Bianchi, Sergio Basañez e Eric del Castillo                                                                          | 13 de julho — 27 de novembro de 1998            | Primeira exibição: 20 de maio — 4 de outubro de 2013 (13h45) Segunda exibição: 17 de outubro de 2016 — 3 de março de 2017 (11h45)                                                                     | 100              |
| A Outra                       | La otra                         | Juan Soler, Yadhira Carrillo, Jacqueline Andere e Sergio Sendel | 20 de maio — 20 de setembro de 2002             | Primeira exibição: 30 de janeiro — 1 de junho de 2012 (14h45) Segunda exibição: 11 de janeiro — 13 de maio de 2016 (13h45)                                                                            | 90               |
| A Que não Podia Amar          | La que no podía amar            | Jorge Salinas, José Ron, Susana González, Ana Brenda Contreras, Ana Martín, Ana Bertha Espín e Ingrid Martz                                                                                   | 1 de agosto de 2011 — 18 de março de 2012       | 26 de março — 9 de novembro de 2018 (13h45) | 162              |
| A Usurpadora                  | La usurpadora                   | Gabriela Spanic, Fernando Colunga, Libertad Lamarque, Chantal Andere e Arturo Peniche | 9 de fevereiro — 24 de julho de 1998            | Primeira exibição: 30 de janeiro — 19 de junho de 2012 (13h45) Segunda exibição: 9 de fevereiro — 30 de junho de 2015 (11h45)                                                                         | 102              |
| Abismo de Paixão              | Abismo de pasión                | Angelique Boyer, Alejandro Camacho, Blanca Guerra, David Zepeda, Mark Tacher, Livia Brito, Altaír Jarabo, Francisco Gattorno, Salvador Zerboni, Alexis Ayala e Sabine Moussier                | 23 de janeiro — 2 de setembro de 2012           | 23 de abril — 4 de dezembro de 2018 (12h45) | 162              |
| Abraça-me Muito Forte         | Abrázame muy fuerte             | Victoria Ruffo, Fernando Colunga, Aracely Arámbula, César Évora, Nailea Norvind, Pablo Montero e Helena Rojo                                                                                  | 31 de julho de 2000 — 2 de fevereiro de 2001    | Primeira exibição: 22 de abril — 25 de outubro de 2013 (14h45) Segunda exibição: 1 de julho de 2019 — 3 de janeiro de 2020 (12h45)                                                                    | 135              |
| Alegrifes e Rabujos           | Alegrijes y rebujos             | Eugenia Cauduro, Miguel de León, Cecilia Gabriela, Rosa María Bianchi, Luis Roberto Guzmán, Jacqueline Bracamontes, Miguel Martínez, María Chacón e Arath de la Torre                         | 4 de agosto de 2003 — 20 de fevereiro de 2004   | Primeira exibição: 25 de fevereiro — 30 de agosto de 2013 (15h45) Segunda exibição: 26 de novembro de 2018 — 31 de maio de 2019 (15h45)                                                               | 135              |
| Amanhã é para Sempre          | Mañana es para siempre          | Silvia Navarro, Fernando Colunga, Lucero e Sergio Sendel | 20 de outubro de 2008 — 14 de junho de 2009     | Primeira exibição: 28 de outubro de 2013 — 6 de junho de 2014 (14h45) Segunda exibição: 14 de agosto de 2017 — 23 de março de 2018 (13h45)                                                            | 160              |
| Ambição                       | Cuna de lobos                   | Gonzalo Vega, Diana Bracho, Alejandro Camacho, Rebecca Jones, Carmen Montejo e María Rubio | 6 de outubro de 1986 — 5 de junho de 1987       | Primeira exibição: 18 de março — 12 de julho de 2013 (12h45) Segunda exibição: 20 de junho — 14 de outubro de 2016 (11h45)                                                                            | 85               |
| Amigas e Rivais               | Amigas y rivales                | Michelle Vieth, Angélica Vale, Ludwika Paleta, Adamari López, Arath de la Torre, Gabriel Soto, Rodrigo Vidal, Johnny Lozada, Joana Benedek, Eugenio Cobo, Eric del Castillo e Susana González | 26 de fevereiro — 9 de novembro de 2001         | Primeira exibição: 27 de setembro de 2010 — 10 de junho de 2011 (11h45) Segunda exibição: 11 de novembro de 2019 — 24 de julho de 2020 (14h45)                                                        | 185              |
| Amigos para Sempre            | Amigos x siempre                | Ernesto Laguardia, Adriana Fonseca, Lourdes Reyes, Belinda, Martín Ricca, Carmen Montejo, Odiseo Bichir e Germán Robles                                                                       | 10 de janeiro — 16 de junho de 2000             | 17 de setembro de 2012 — 22 de fevereiro de 2013 (15h45) | 115              |
| Amor de Bairro                | Amor de barrio                  | Renata Notni, Mane de la Parra, Alejandra García, Pedro Moreno, Julieta Rosen e Jessica Coch                                                                                                  | 8 de junho — 8 de novembro de 2015              | 2 de março de 2020 — 31 de julho de 2020 (13h45) | 107              |
| Amor Real                     | Amor real                       | Adela Noriega, Fernando Colunga, Mauricio Islas, Helena Rojo, Ernesto Laguardia, Beatriz Sheridan, Ana Martín, Mariana Levy e Chantal Andere                                                  | 9 de junho — 17 de outubro de 2003              | Primeira exibição: 28 de julho — 5 de dezembro de 2014 (13h45) Segunda exibição: 11 de dezembro de 2017 — 20 de abril de 2018 (12h45)                                                                 | 95               |
| Amores Verdadeiros            | Amores verdaderos               | Erika Buenfil, Eduardo Yáñez, Eiza González, Sebastián Rulli, Marjorie de Sousa, Guillermo Capetillo, Francisco Gattorno e Susana González                                                    | 3 de setembro de 2012 — 12 de maio de 2013      | 8 de julho de 2019 — 20 de março de 2020 (11h45) | 183              |
| Amy, a Menina da Mochila Azul | Amy, la niña de la mochila azul | Eduardo Capetillo, Nora Salinas, Pedro Armendáriz Jr., Alejandro Tommasi, Tatiana, Danna Paola e Lorena Herrera                                                                               | 23 de fevereiro — 30 de julho de 2004           | Primeira exibição: 6 de setembro de 2010 — 11 de fevereiro de 2011 (15h45) Segunda exibição: 2 de março — 7 de agosto de 2015 (15h45) Terceira exibição: 11 de junho — 16 de novembro de 2018 (15h45) | 115              |
| As Tontas não vão ao Céu      | Las tontas no van al cielo      | Jaime Camil, Jacqueline Bracamontes, Valentino Lanus, Sabine Moussier, Karla Álvarez, Julio Alemán, Manuel Ibáñez e Fabiola Campomanes                                                        | 11 de fevereiro — 22 de agosto de 2008          | Primeira Exibição: 29 de junho de 2015 — 8 de janeiro de 2016 (12h45) Segunda Exibição: 21 de fevereiro de 2022 — 2 de setembro de 2022 (14h45)                                                       | 140              |

### B
| Título em português | Título original | Elenco | Exibição original                        | Exibição na TLN                               | Capítulos na TLN |
| ------------------- | --------------- | --- | ---------------------------------------- | --------------------------------------------- | ---------------- |
| Bela, a Feia        | Bela, a Feia    | Giselle Itié, Bruno Ferrari, Simone Spoladore, Iran Malfitano, Carla Cabral, Bárbara Borges, Laila Zaid, Silvia Pfeifer, Jonas Bloch, Thierry Figueira, André Mattos, Ângela Leal, Benvindo Sequeira, Esther Góes e Luíza Tomé | 4 de agosto de 2009 — 2 de junho de 2010 | 11 de janeiro — 21 de outubro de 2016 (12h45) | 205              |

### C
| Título em português     | Título original      | Elenco | Exibição original                              | Exibição na TLN | Capítulos na TLN |
| ----------------------- | -------------------- | --- | ---------------------------------------------- | --- | ---------------- |
| Cachito do Céu          | Cachito de Cielo     | Maite Perroni, Pedro Fernández, Mane de la Parra, Esmeralda Pimentel, Cynthia Klitbo e Jorge Poza                                                                             | 11 de junho — 9 de novembro de 2012            | 27 de julho — 25 de dezembro de 2020 (14h45) | 110              |
| Camaleões               | Camaleones           | Edith González, Belinda, Guillermo García Cantú, Alfonso Herrera, Manuel Ibáñez, Ana Bertha Espín e Sherlyn                                                                   | 27 de julho de 2009 — 29 de janeiro de 2010    | 24 de novembro de 2014 — 29 de maio de 2015 (14h45) | 135              |
| Camila                  | Camila               | Bibi Gaytán, Eduardo Capetillo, Enrique Lizalde, Adamari López, Gabriela Goldsmith, Ignacio López Tarso e Mariagna Prats                                                      | 14 de setembro de 1998 — 15 de janeiro de 1999 | 5 de dezembro de 2011 — 6 de abril de 2012 (11h45) | 90               |
| Carinha de Anjo         | Carita de ángel      | Lisette Morelos, Miguel de León, Daniela Aedo, Nora Salinas e Libertad Lamarque                                                                                               | 19 de junho de 2000 — 16 de março de 2001      | Primeira exibição: 30 de maio de 2011 — 27 de janeiro de 2012 (15h45) Segunda exibição: 20 de junho de 2016 — 17 de fevereiro de 2017 (15h45) Terceira exibição: 26 de julho de 2021 — 1 de abril de 2022 (15h45) | 175              |
| Cuidado com o Anjo      | Cuidado con el ángel | Maite Perroni, William Levy, Helena Rojo, Ricardo Blume, Laura Zapata e Evita Muñoz "Chachita"                                                                                | 9 de junho de 2008 — 6 de março de 2009        | 11 de fevereiro — 7 de novembro de 2019 (14h45) | 194              |
| Cúmplices de um Resgate | Cómplices al rescate | Belinda, Daniela Luján, Laura Flores, Francisco Gattorno e Fabián Chávez | 7 de janeiro — 12 de julho de 2002             | Primeira exibição: 1 de março — 31 de agosto de 2010 (15h45) Segunda exibição: 14 de dezembro de 2015 — 14 de junho de 2016 (15h45) Terceira exibição: 31 de agosto de 2020 - 9 de março de 2021 (15h45)          | 132              |
| Coração Indomável       | Corazón indomable    | Ana Brenda Contreras, Daniel Arenas, Elizabeth Álvarez, René Strickler, Carlos de la Mota, Ignacio López Tarso, César Évora,Rocío Banquells, Ana Patricia Rojo e Ingrid Martz | 25 de fevereiro — 6 de outubro de 2013         | 6 de janeiro de 2020 — 21 de agosto de 2020 (12h45) | 162              |

### D
| Título em português | Título original | Elenco | Exibição original                      | Exibição na TLN                                         | Capítulos na TLN |
| ------------------- | --------------- | --- | -------------------------------------- | ------------------------------------------------------- | ---------------- |
| Destilando amor     | Destilando amor | Angélica Rivera, Eduardo Yáñez, Sergio Sendel, Chantal Andere, Martha Julia, Ana Patrícia Rojo, Alejandro Tommasi, Ana Martín, Martha Roth, Joaquín Corderoe Joana Benedek | 22 de janeiro – 16 de setembro de 2007 | 22 de fevereiro de 2021 — 15 de outubro de 2021 (11h45) | 171              |

### E
| Título na TLN | Título Original | Elenco | Exibição Original                          | Exibição na TLN                                     | Capítulos na TLN |
| ------------- | --------------- | --- | ------------------------------------------ | --------------------------------------------------- | ---------------- |
| Esmeralda     | Esmeralda       | Leticia Calderón, Fernando Colunga, Enrique Lizalde, Laura Zapata, Ana Patricia Rojo, Salvador Pineda, Nora Salinas e Ignacio López Tarso | 5 de Maio de 1997 - 28 de Novembro de 1997 | 18 de Julho de 2011 - 24 de Janeiro de 2012 (13h45) | 137              |

### F
| Título na TLN   | Título Original | Elenco | Exibição Original                           | Exibição na TLN | Capítulos na TLN |
| --------------- | --------------- | --- | ------------------------------------------- | --- | ---------------- |
| Feridas de Amor | Heridas de Amor | Guy Ecker, Jacqueline Bracamontes, Sergio Sendel, Diana Bracho, Enrique Lizalde, Nuria Bages e Karla Álvarez | 3 de Abril de 2006 - 22 de Setembro de 2006 | Primeira Exibição: 1 de Agosto de 2011 - 27 de Janeiro de 2012 (14h45) Segunda Exibição: 26 de Maio de 2014 - 21 de Novembro de 2014 (12h45) Terceira Exibição: 2 de Setembro de 2019 - 28 de Fevereiro de 2020 (13h45) | 130              |

### G
| Título na TLN   | Título Original | Elenco | Exibição Original                            | Exibição na TLN | Capítulos na TLN |
| --------------- | --------------- | --- | -------------------------------------------- | --- | ---------------- |
| Garotas Bonitas | Muchachitas     | Alejandro Camacho, Cecilia Tijerina, Tiaré Scanda, Emma Laura, Kate del Castillo, Jorge Lavat, María Rojo e Laura León         | 24 de Junho de 1991 - 27 de Março de 1992    | Primeira Exibição: 13 de Junho de 2011 - 2 de Dezembro de 2011 (11h45) Segunda Exibição: 2 de Dezembro de 2013 - 23 de Maio de 2014 (12h45) | 125              |
| Gotinha de Amor | Gotita de Amor  | Laura Flores, Alejandro Ibarra, Andrea Lagunés, Evita Muñoz "Chachita", Mercedes Molto, Raúl Araiza Herrera e Pilar Montenegro | 3 de Agosto de 1998 - 20 de Novembro de 1998 | 30 de Janeiro de 2012 - 18 de Maio de 2012 (15h45)                                                                                          | 80               |

### L
| Título na TLN | Título Original | Elenco | Exibição Original                                | Exibição na TLN | Capítulos na TLN |
| ------------- | --------------- | --- | ------------------------------------------------ | --- | ---------------- |
| Laços de Amor | Lazos de Amor   | Lucero, Luis José Santander, Marga López, Luis Bayardo, Maty Huitrón, Otto Sirgo e Silvia Derbez                                  | 2 de Outubro de 1995 - 23 de Fevereiro de 1996   | Primeira Exibição: 1 de Março de 2010 - 16 de Julho de 2010 (14h45) Segunda Exibição: 6 de Março de 2017 - 21 de Julho de 2017 (12h45) | 100              |
| Luz Clarita   | Luz Clarita     | César Évora, Verónica Merchant, Frances Ondiviela, Alejandro Tommasi, Miguel Pizarro, Lily Garza, Ximena Sariñana e Daniela Lujan | 30 de Setembro de 1996 - 21 de Fevereiro de 1997 | 14 de Fevereiro de 2011 - 27 de Maio de 2011 (15h45)                                                                                   | 70               |

### M
| Título na TLN       | Título Original                   | Elenco | Exibição Original                             | Exibição na TLN | Capítulos na TLN |
| ------------------- | --------------------------------- | --- | --------------------------------------------- | --- | ---------------- |
| Manancial           | El Manantial                      | Adela Noriega, Mauricio Islas, Daniela Romo, Alejandro Tommasi, Karyme Lozano e Manuel Ojeda | 1 de Outubro de 2001 - 8 de Fevereiro de 2002 | Primeira Exibição: 7 de Outubro de 2013 - 14 de Fevereiro de 2014 (13h45) Segunda Exibição: 24 de Outubro de 2016 - 3 de Março de 2017 (12h45) ' ' ' Terceira Exibição 27 de Junho de 2022 - Atualmente (11h45) Segunda Exibição | 95               |
| Mar de Amor         | Mar de Amor                       | Zuria Vega, Mario Cimarro, Mariana Seoane, Ninel Conde, Erika Buenfil, Manuel Landeta e Juan Ferrara                                                                                                   | 16 de Novembro de 2009 - 2 de Julho de 2010   | Primeira Exibição: 1 de Junho de 2015 - 14 de Janeiro de 2016 (14h45) Segunda Exibição: 03 de Agosto de 2020 - 25 de março de 2021 (13h45)                                                                                       | 164              |
| Maria Belém         | María Belén                       | Nora Salinas, René Laván, Danna Paola, Maya Mishalska, Harry Geithner e Xavier Marc | 13 de Agosto de 2001 - 14 de Dezembro de 2001 | Primeira Exibição: 10 de Agosto de 2015 - 11 de Dezembro de 2015 (15h45) Segunda Exibição: 21 de Outubro de 2019 - 21 de Fevereiro de 2020 (15h45)                                                                               | 90               |
| Maria do Bairro     | María la del Barrio               | Thalía, Fernando Colunga, Irán Eory, Ricardo Blume, Itatí Cantoral, Héctor Soberón, Ana Patricia Rojo e Carmen Salinas                                                                                 | 14 de Agosto de 1995 - 26 de Abril de 1996    | Primeira Exibição: 1 de Março de 2010 - 7 de Julho de 2010 (13h45) Segunda Exibição: 26 de Outubro de 2015 - 2 de Março de 2016 (11h45)                                                                                          | 93               |
| Maria Isabel        | María Isabel                      | Adela Noriega, Fernando Carrillo, Lorena Herrera, Rafael Rojas, Patricia Reyes Spíndola e Lilia Aragón                                                                                                 | 4 de Agosto de 1997 - 23 de Janeiro de 1998   | 18 de Abril de 2011 - 13 de Julho de 2011 (13h45) | 63               |
| Maria José          | María José                        | Claudia Ramírez, Arturo Peniche, María Victoria, Ernesto Gómez Cruz, Saby Kamalich, Ana Patricia Rojo e Rogelio Guerra                                                                                 | 13 de Fevereiro de 1995 - 18 de Maio de 1995  | 1 de Março de 2010 - 3 de Junho de 2010 (12h45) | 69               |
| Mariana da Noite    | Mariana de la Noche               | Angélica Rivera, Jorge Salinas, Alejandra Barros, César Évora, Patricia Navidad, Adriana Fonseca, René Strickler e Alma Muriel                                                                         | 20 de Outubro de 2003 - 23 de Abril de 2004   | Primeira Exibição: 14 de Fevereiro de 2011 - 19 de Agosto de 2011 (12h45) Segunda Exibição: 8 de Dezembro de 2014 - 12 de Junho de 2015 (13h45) Terceira Exibição: 17 de Agosto de 2020 - 19 de fevereiro de 2021 (11h45)        | 135              |
| Marimar             | Marimar                           | Thalía, Eduardo Capetillo, Miguel Palmer, Alfonso Iturralde, Guillermo García Cantú e Chantal Andere                                                                                                   | 31 de Janeiro de 1994 - 26 de Agosto de 1994  | Primeira Exibição: 3 de Dezembro de 2012 - 14 de Março de 2013 (12h45) Segunda Exibição: 7 de Março de 2016 - 16 de Junho de 2016 (11h45)                                                                                        | 74               |
| Menina, Amada Minha | Niña Amada Mía                    | Karyme Lozano, Sergio Goyri, Mayrín Villanueva, Otto Sirgo, Ludwika Paleta, Julio Mannino e Eric del Castillo                                                                                          | 27 de Janeiro de 2003 - 27 de Junho de 2003   | Primeira Exibição: 19 de Novembro de 2012 - 18 de Abril de 2013 (14h45) Segunda Exibição: 16 de Maio de 2016 - 13 de Outubro de 2016 (13h45)                                                                                     | 109              |
| Mundo de Feras      | Mundo de Fieras                   | Edith González, César Évora, Gaby Espino, Helena Rojo, Sara Maldonado, Laura Flores, Sebastián Rulli, Margarita Isabel, Azela Robinson, Carmen Salinas, Juan Peláez, Ernesto Laguardia e Odiseo Bichir | 7 de Agosto de 2006 - 19 de Janeiro de 2007   | Primeira Exibição: 22 de Agosto de 2011 - 3 de Fevereiro de 2012 (12h45) Segunda Exibição: 9 de Junho de 2014 - 21 de Novembro de 2014 (14h45)                                                                                   | 120              |
| Muchacha Italiana   | Muchacha italiana viene a casarse | Livia Brito, José Ron, Nailea Norvind, Mike Biaggio, Candela Márquez | 20 de outubro de 2014 – 21 de junho de 2015   | 13 de setembro de 2021 - 5 de maio de 2022 (12h45) | 172              |

### N
| Título na TLN       | Título Original         | Elenco                                                           | Exibição Original                             | Exibição na TLN | Capítulos na TLN |
| ------------------- | ----------------------- | ---------------------------------------------------------------- | --------------------------------------------- | --- | ---------------- |
| No Limite da Paixão | Entre el Amor y el Odio | Susana González, César Évora, Sabine Moussier e Alberto Estrella | 11 de Fevereiro de 2002 - 2 de Agosto de 2002 | Primeira Exibição: 6 de Fevereiro de 2012 - 26 de Julho de 2012 (12h45) Segunda Exibição: 9 de Outubro de 2017 - 29 de Março de 2018 (11h45) | 124              |

### O
| Título na TLN          | Título Original        | Elenco | Exibição Original                            | Exibição na TLN | Capítulos na TLN |
| ---------------------- | ---------------------- | --- | -------------------------------------------- | --- | ---------------- |
| O Diário de Daniela    | El Diario de Daniela   | Yolanda Ventura, Marcelo Buquet, Daniela Luján, Leticia Calderón, Gaspar Henaine, Gerardo Murguía, Mónika Sánchez e Martín Ricca                                                                                                  | 23 de Novembro de 1998 - 16 de Abril de 1999 | Primeira exibição: 20 de Fevereiro de 2017 - 7 de Julho de 2017 (15h45) Segunda exibição: 8 de março de 2021 - 23 de julho de 2021 (15h45)                                                                         | 100              |
| O Privilégio de Amar   | El Privilegio de Amar  | Adela Noriega, Helena Rojo, Andrés García, Enrique Rocha, René Strickler, Cynthia Klitbo, César Évora e Marga López | 27 de Julho 1998 - 26 de Fevereiro de 1999   | Primeira Exibição: 19 de Julho de 2010 - 18 de Fevereiro de 2011 (14h45) Segunda Exibição: 15 de Outubro de 2012 - 17 de Maio de 2013 (13h45) Terceira Exibição: 6 de Março de 2017 - 6 de Outubro de 2017 (11h45) | 155              |
| O Que a Vida me Roubou | Lo Que la Vida me Robó | Angelique Boyer, Sebastián Rulli, Luis Roberto Guzmán, Daniela Castro, Sergio Sendel, Rogelio Guerra, Eric del Castillo, Grettell Valdez, Alberto Estrella, Ana Bertha Espín, Juan Carlos Barreto, Gabriela Rivero e Alexis Ayala | 28 de Outubro de 2013 - 27 de Julho de 2014  | 19 de Novembro de 2018 - 20 de Agosto de 2019 (13h45) | 197              |

### P
| Título na TLN                  | Título Original        | Elenco | Exibição Original                                | Exibição na TLN | Capítulos na TLN |
| ------------------------------ | ---------------------- | --- | ------------------------------------------------ | --- | ---------------- |
| Paixão                         | Pasión                 | Susana González, Fernando Colunga, Daniela Castro, Germán Robles, Sebastián Rulli, Juan Ferrara, Rocío Banquells e William Levy | 17 de Setembro de 2007 - 22 de Fevereiro de 2008 | 17 de Outubro de 2016 - 24 de Fevereiro de 2017 (13h45)                                                                                         | 95               |
| Paixão e Poder                 | Pasión y Poder         | Diana Bracho, Enrique Rocha, Carlos Bracho, Paulina Rubio, Lola Merino e Claudia Islas                                          | 8 de Agosto de 1988 - 25 de Novembro de 1988     | 6 de Julho de 2015 - 23 de Outubro de 2015 (11h45)                                                                                              | 80               |
| Por teu Amor                   | Por tu Amor            | Gabriela Spanic, Saúl Lisazo, Gerardo Murguía, Roberto Vander, Irán Eory, Katie Barberi e Joaquín Cordero                       | 31 de Maio de 1999 - 1 de Outubro de 1999        | 30 de Julho de 2012 - 30 de Novembro de 2012 (12h45)                                                                                            | 90               |
| Poucas, Poucas Pulgas          | De Pocas, Pocas Pulgas | Ignacio López Tarso, Joana Benedek, Gerardo Murguía, René Strickler, Santiago Mirabent, Natasha Dupeyrón e María Victoria       | 17 de Março de 2003 - 1 de Agosto de 2003        | Primeira Exibição: 13 de Outubro de 2014 - 27 de Fevereiro de 2015 (15h45) Segunda Exibição: 1 de Junho de 2019 - 18 de Outubro de 2019 (15h45) | 100              |
| Preciosa                       | Preciosa               | Irán Castillo, Mauricio Islas, Francisco Gattorno, Héctor Suárez Gomís, Nailea Norvind, Rodrigo Vidal e Carmen Salinas          | 27 de Abril de 1998 - 28 de Agosto de 1998       | 7 de Junho de 2010 - 8 de Outubro de 2010 (12h45)                                                                                               | 90               |
| Primeiro Amor - A Mil Por Hora | Primer Amor            | Anahí, Kuno Becker, Mauricio Islas, Leticia Perdigón, Valentino Lanus, Ana Layevska e Sebastián Ligarde                         | 9 de Outubro de 2000 - 23 de Fevereiro de 2001   | 24 de Setembro de 2018 - 8 de Fevereiro de 2019 (14h45)                                                                                         | 100              |

### Q
| Título na TLN      | Título Original   | Elenco | Exibição Original                          | Exibição na TLN                                     | Capítulos na TLN |
| ------------------ | ----------------- | --- | ------------------------------------------ | --------------------------------------------------- | ---------------- |
| Quando me Apaixono | Cuando me enamoro | Silvia Navarro, Juan Soler, Rocío Banquells, Jessica Coch e José Ron                                                     | 5 de julho de 2010 - 13 de março de 2011   | 18 de outubro de 2021 — presente (11h45)            | 181              |
| Quero Amar-te      | Quiero Amarte     | Karyme Lozano, Cristián de la Fuente, Diana Bracho, Flavio Medina, Alejandra Barros, Adriana Louvier e José Elías Moreno | 21 de Outubro de 2013 - 1 de Junho de 2014 | 2 de Abril de 2018 - 13 de Novembro de 2018 (11h45) | 162              |

### R
| Título na TLN                | Título Original       | Elenco | Exibição Original                          | Exibição na TLN | Capítulos na TLN |
| ---------------------------- | --------------------- | --- | ------------------------------------------ | --- | ---------------- |
| Rebelde                      | Rebelde               | Enrique Rocha, Juan Ferrara, Ninel Conde, Patricio Borghetti, Leticia Perdigón, Anahí, Dulce María, Maite Perroni, Alfonso Herrera, Christopher Uckermann, Christian Chávez, Angelique Boyer, Fuzz, Karla Cossío, Estefanía Villarreal, Jack Duarte e Diego Boneta | 4 de Outubro de 2004 - 2 de Junho de 2006  | Primeira Exibição: 9 de Abril de 2012 - 13 de Dezembro de 2013 (11h45) Segunda Exibição: 16 de Janeiro de 2017 - 21 de Setembro de 2018 (14h45)                                                                       | 440              |
| Rebelde Brasil - Temporada 1 | Rebelde - Temporada 1 | Lua Blanco, Arthur Aguiar, Mel Fronckowiak, Chay Suede, Sophia Abrahão, Micael Borges, Rayana Carvalho e Pedro Cassiano | 21 de Março de 2011 - 12 de Março de 2012  | 18 de Janeiro de 2016 - 09 de Janeiro de 2017 (14h45) | 256              |
| Rosa Selvagem                | Rosa Salvaje          | Verónica Castro, Guillermo Capetillo, Liliana Abud, Edith González, Magda Guzmán, Irma Lozano e Laura Zapata | 6 de Julho de 1987 - 8 de Abril de 1988    | Primeira Exibição: 12 de Julho de 2010 - 25 de Novembro de 2010 (13h45) Segunda Exibição: 15 de Julho de 2013 - 28 de Novembro de 2013 (12h45) Terceira Exibição: 24 de Julho de 2017 - 7 de Dezembro de 2017 (12h45) | 99               |
| Rosalinda                    | Rosalinda             | Thalía, Fernando Carrillo, Nora Salinas, Angélica María e Lupita Ferrer | 1 de Março de 1999 - 18 de Junho de 1999   | 25 de Junho de 2012 - 12 de Outubro de 2012 (13h45) | 80               |
| Rubi                         | Rubí                  | Bárbara Mori, Eduardo Santamarina, Jacqueline Bracamontes, Sebastián Rulli, Ana Martín, Yadhira Carrillo e Carlos Cámara | 17 de Maio de 2004 - 22 de Outubro de 2004 | Primeira Exibição: 21 de Fevereiro de 2011 - 29 de Julho de 2011 (14h45) Segunda Exibição: 17 de Fevereiro de 2014 - 25 de Julho de 2014 (13h45)                                                                      | 115              |

### S
| Título na TLN      | Título Original    | Elenco | Exibição Original                            | Exibição na TLN | Capítulos na TLN |
| ------------------ | ------------------ | --- | -------------------------------------------- | --- | ---------------- |
| Salomé             | Salomé             | Edith González, Guy Ecker, Sebastián Ligarde, Mónika Sánchez, María Rubio, Aarón Hernán, Patricia Reyes Spíndola e Niurka Marcos   | 22 de Outubro de 2001 - 17 de Maio de 2002   | Primeira Exibição: 1 de Março de 2010 - 24 de Setembro de 2010 (11h45) Segunda Exibição: 15 de Junho de 2015 - 8 de Janeiro de 2016 (13h45) Terceira Exibição: 24 de Agosto de 2020 - 19 de março de 2021 (12h45) | 150              |
| Sigo te Amando     | Te Sigo Amando     | Claudia Ramírez, Luis José Santander, Sergio Goyri, Olivia Collins, Katy Jurado, María Rojo, Magda Guzmán e Carmen Montejo         | 18 de Novembro de 1996 - 25 de Abril de 1997 | 29 de Novembro de 2010 - 12 de Abril de 2011 (13h45) | 97               |
| Sonhos e Caramelos | Sueños y Caramelos | Alessandra Rosaldo, René Strickler, María Antonieta de las Nieves, Manuel Saval, Nora Salinas, Nashla Aguilar e Luciano Corigliano | 24 de Janeiro de 2005 - 29 de Julho de 2005  | Primeira Exibição: 7 de Abril de 2014 - 10 de Outubro de 2014 (15h45) Segunda Exibição: 24 de Fevereiro de 2020 - 28 de Agosto de 2020 (15h45)                                                                    | 135              |

### T
| Título na TLN   | Título Original  | Elenco | Exibição Original                             | Exibição na TLN                                      | Capítulos na TLN |
| --------------- | ---------------- | --- | --------------------------------------------- | ---------------------------------------------------- | ---------------- |
| Teresa          | Teresa           | Angelique Boyer, Sebastián Rulli, Aarón Díaz, Cynthia Klitbo, Silvia Mariscal, Manuel Landeta e Ana Brenda Contreras | 2 de Agosto de 2010 - 27 de Fevereiro de 2011 | 24 de Novembro de 2014 - 23 de Junho de 2015 (12h45) | 152              |
| Três vezes Ana  | Tres veces Ana   | Angelique Boyer, Sebastián Rulli, David Zepeda, Susana Dosamantes, Blanca Guerra, Pedro Moreno e Eric del Castillo | 23 de maio – 24 de outubro de 2016            | 22 de março de 2021 - 10 de setembro de 2021 (12h45) |                  |
| Triunfo do amor | Triunfo del amor | Victoria Ruffo, Maite Perroni, William Levy, Diego Olivera, Osvaldo Ríos, Daniela Romo, Dominika Paleta, Guillermo García Cantú, Úrsula Prats, Salvador Pineda, Erika Buenfil, César Évora, Pilar Pellicer, Carmen Salinas, Manuel Ibáñez, Livia Brito, Pablo Montero, Cuauhtémoc Blanco, Miguel Pizarro e Mark Tacher | 25 de outubro de 2010 – 26 de junho de 2011   | 22 de março de 2021 - 19 de novembro de 2021 (13h45) | 176              |

### U
| Título na TLN          | Título Original         | Elenco                                                                                         | Exibição Original                               | Exibição na TLN                                     | Capítulos na TLN |
| ---------------------- | ----------------------- | ---------------------------------------------------------------------------------------------- | ----------------------------------------------- | --------------------------------------------------- | ---------------- |
| Um Refúgio para o Amor | Un Refugio para el Amor | Zuria Vega, Gabriel Soto, Laura Flores, Roberto Blandón, Zaide Silvia Gutiérrez e Jessica Coch | 6 de Fevereiro de 2012 - 21 de Setembro de 2012 | 19 de Novembro de 2018 - 5 de Julho de 2019 (11h45) | 165              |

### V
| Título na TLN     | Título Original   | Elenco | Exibição Original                          | Exibição na TLN | Capítulos na TLN |
| ----------------- | ----------------- | --- | ------------------------------------------ | --- | ---------------- |
| Viva às Crianças! | ¡Vivan los Niños! | Andrea Legarreta, Eduardo Capetillo, Alejandra Procuna, Daniela Aedo e Danna Paola                                                  | 15 de Julho de 2002 - 14 de Março de 2003  | Primeira Exibição: 2 de Setembro de 2013 - 4 de Abril de 2014 (15h45) Segunda Exibição: 6 de Novembro de 2017 - 8 de Junho de 2018 (15h45)   | 155              |
| Vovô e Eu         | El Abuelo y Yo    | Jorge Martínez de Hoyos, Adalberto Martínez "Resortes", Evangelina Elizondo, Alfonso Iturralde, Gael García Bernal e Ludwika Paleta | 20 de Janeiro de 1992 - 22 de Maio de 1992 | Primeira Exibição: 21 de Maio de 2012 - 14 de Setembro de 2012 (15h45) Segunda Exibição: 10 de Julho de 2017 - 3 de Novembro de 2017 (15h45) | 85               |

## Seriados
- Mulheres Assassinas
- O Pantera
- S.O.S. Sexo e Outros Segredos
- 13 Medos
- Chespirito
- Chapolin Colorado
- Chaves
- Chaves em Desenho Animado